# Ламойл (окръг, Вермонт)
Окръг Ламойл (на английски: Lamoille County) е окръг в щата Вермонт, Съединени американски щати. Площта му е 1202 km², а населението – 25 333 души (2016). Административен център е град Хайд Парк.